# 完美世界 (漫画)
《完美世界》（日语：パーフェクトワールド，Perfect World）是有賀理惠的少女漫畫作品，描繪了女主角和由於遭遇事故而殘疾的男性的戀愛故事。2014年5月開始在《Kiss》雜誌上連載。
題為《完美世界 與你在一起的奇跡》（日语：パーフェクトワールド 君といる奇跡）的真人版電影於2018年公開。
2019年4月，由富士電視台翻拍同名電視劇，同年5月10日榮獲第43屆講談社漫畫賞。

## 故事簡介
在室內設計公司工作的川奈愛未在與公司同事的飲酒會上，與高中時代的同學鮎川樹再會。鮎川在大學時代由於遭遇事故以致半身癱瘓，現在必須要依靠輪椅生活。在心動之後兩人卻要面臨來自家庭的壓力、疾病與傷痛、生活上的障礙等等。

## 登場人物
川奈愛未
本部作品的主人公。
十分擅長繪畫，高中時的夢想是考入美術大學，後來放棄了這個夢想。高中畢業之後在東京的室內設計公司「Cranberries」工作。之後由於父親患病，辭去了工作回到了故鄉長野縣松本市。
川奈在高中時代便喜歡著鮎川，但由於當時的鮎川已有戀人，於是直到畢業也沒有向他告白。在東京和他久別重逢之後開始了交往。
鮎川樹
本部作品的男主角，是在設計事務所工作的一級建築士。
在大學三年級由於遭遇事故成為了身體障礙者，從那之後一直依靠輪椅生活，成爲建築師后致力於無障礙住宅的設計。
在高中時代屬於籃球部，成爲身障者之後加入了輪椅籃球隊。
是枝洋貴
現在在東京作爲系統工程師工作的男性，是川奈和鮎川的高中同學。
在高中時代喜歡著川奈，但是直至畢業都沒有告白。和川奈重逢后再一次為她心動，在川奈和鮎川分手之後向她告白，并開始交往。
長澤
樹的護理師。
本身是在復建中心工作的護理師，在樹入院之後和他相識，陪伴樹度過了他剛剛成爲身障者時十分絕望的階段。雖然她已婚，但仍然對樹保有愛意，所以也很嫉妒愛未。
晴人
東京的高中生。曾經是籃球名校的王牌隊員，之後成爲了身障者。
父母在把家裏重新改裝成無障礙住宅的時候，認識了樹和愛未，在樹的邀請之下也加入了輪椅籃球隊。
高木圭吾
在松本的鹿肉料理店工作的廚師。與坐輪椅的女性西村楓往來後，而開始參加看護講習會而與川奈有了交流。
西村楓
和川奈的父親在同樣的醫院入院中的女性。身患進行性的重度疾病，處於時日已不多的狀態。

## 出版書籍
| 卷數 | 講談社         | 講談社                 | 東立出版社    | 東立出版社             |
| 卷數 | 發售日期       | ISBN                   | 發售日期      | ISBN                   |
| ---- | -------------- | ---------------------- | ------------- | ---------------------- |
| 1    | 2015年2月13日  | ISBN 978-4-06-340948-2 | 2016年8月12日 | ISBN 978-986-462-544-4 |
| 2    | 2015年8月12日  | ISBN 978-4-06-340962-8 | 2016年9月15日 | ISBN 978-986-462-545-1 |
| 3    | 2016年3月11日  | ISBN 978-4-06-340980-2 | 停止出版      | 停止出版               |
| 4    | 2016年9月13日  | ISBN 978-4-06-340995-6 | 停止出版      | 停止出版               |
| 5    | 2017年3月13日  | ISBN 978-4-06-398014-1 | 停止出版      | 停止出版               |
| 6    | 2017年9月13日  | ISBN 978-4-06-398014-1 | 停止出版      | 停止出版               |
| 7    | 2018年4月13日  | ISBN 978-4-06-511136-9 | 停止出版      | 停止出版               |
| 8    | 2018年9月13日  | ISBN 978-4-06-513184-8 | 停止出版      | 停止出版               |
| 9    | 2019年3月13日  | ISBN 978-4-06-514897-6 | 停止出版      | 停止出版               |
| 10   | 2019年11月13日 | ISBN 978-4-06-517686-3 | 停止出版      | 停止出版               |
| 11   | 2020年8月12日  | ISBN 978-4-06-520542-6 | 停止出版      | 停止出版               |
| 12   | 2021年3月12日  | ISBN 978-4-06-522785-5 | 停止出版      | 停止出版               |

### 單行本未收錄作品
- 完美世界 〜攝影現場報告〜（『Kiss』2019年7月号）

## 真人電影
以《完美世界 與你在一起的奇跡》為題的真人版電影於2018年10月5日在日本公開。導演是柴山健次。這部電影由岩田剛典和杉咲花兩人主演，這也是杉咲花首次擔任電影主演。電影中由岩田飾演鮎川樹、杉咲花飾演川奈愛未。
和原作不同的是，川奈愛未在電影中的設定是鮎川的後輩。

### 演員列表
- 鮎川樹 - 岩田剛典
- 川奈愛未 - 杉咲花
- 是枝洋貴 - 須賀健太
- 長澤葵 - 蘆名星
- 渡辺剛 - マギー（日语：マギー (俳優)）
- 雪村美姫 - 大政絢
- 川奈咲子 - 伊藤和枝
- 川奈元久 - 小市慢太郎
- 鮎川文乃 - 財前直見

### 製作人員
- 原作 - 有賀理惠《完美世界》（講談社《Kiss》連載）
- 導演 - 柴山健次（日语：柴山健次）
- 劇本 - 鹿目けい子（日语：鹿目けい子）
- 配樂 - 羽毛田丈史
- 主題歌 - E-girls《Perfect World》（rhythm zone）
- 製作総指揮 - 大角正
- 執行製作人 - 吉田繁暁、森広貴、津嶋敬介
- 製作人 - 古久保宏子、西麻美
- 企画・製作 - 井上竜太、石田麻衣
- 撮影 - 板倉陽子
- 照明 - 木村匡博
- 録音 - 田中靖志
- 美術 - 畦原唱平
- 編集 - 森下博昭
- 装飾 - 西村徹
- 服裝 - 宮本茉莉、田口慧
- 化妝 - 黒田はるな
- 發行 - 松竹、LDH PICTURES
- 製片公司 - Horipro
- 製作 - 《完美世界》製作委員会

## 電視劇
《完美世界》真人版電視劇由關西電視台制作，於2019年4月16日起在富士電視台系列的「火9」檔播出。是平成最後·令和最初的火9檔連續劇。
主演是松坂桃李，女主角是山本美月。
電視劇的宣傳語為「希望這部劇集有朝一日可以成爲稀鬆平常的愛情故事」。

### 演員列表

#### 鮎川樹和關係者
鮎川樹（29）
演 - 松坂桃李（高中時代：坂東龍汰）
本部作品的主人公。在大學時代因為事故導致脊髓損傷，下半身喪失知覺，必須依靠輪椅活動。現在是在東京「渡邊設計事務所」工作的一級建築師。
高中時是校籃球隊的隊長，曾帶領隊伍闖入過縣大賽。
鮎川文乃（55）
演 - 麻生祐未
鮎川樹的母親。
長澤葵（36）
演 - 中村友理
鮎川樹的护工。陪伴樹度過了他剛剛成爲身障者時十分絕望的階段。雖然她已婚，但仍然對樹保有愛意，所以也很嫉妒愛未。
雪村美姫（29）
演 - 水澤惠麗奈（高中時代：熊谷江里子）
鮎川樹高中時代交往的女友。在鮎川殘疾之後與他分手。

#### 川奈愛未和關係者
川奈愛未（29）
演 - 山本美月（幼少期：落井実結子 / 高中時代：田鍋梨梨花）
本部作品的女主角。擅長繪畫，但因為沒有自信而放棄投考美術大學。現在在東京的室內設計公司「Cranberries」擔任一般行政的工作。
在鮎川的鼓勵之下重拾畫筆開始嘗試繪畫和室內設計。
因為幼時多病且患有哮喘，所以家人都很溺愛她。和父親約定在30歲時要從東京回到長野老家。
是枝洋貴（29）
演 - 瀬戸康史（高中時代：宮世琉彌）
鮎川和川奈的高中同學，也是川奈愛未自小一起長大的青梅竹馬。現在是在東京經營著一間APP開發公司的社長。
從學生時代便一直暗戀著川奈卻沒有告白的時機，在電視劇第一集登場時表示「雖然還沒有交往，但是想向川奈求婚，因為我的歸宿就是川奈」。
川奈姐妹稱呼他爲阿洋（ヒロ，的昵稱）。
高中時代的外號是Jimmy（ジミー，日語中無聊、土氣之意的的諧音）。
川奈詩織
演 - 岡崎紗繪
電視劇原創角色。川奈愛未的妹妹，現在在東京和愛未一同居住。
川奈元久（58）
演 - 松重豐
川奈愛未的父親。十分溺愛女兒。
川奈咲子（53）
演 - 堀内敬子
川奈愛未的母親。

#### 「渡邊設計事務所」相關人物
渡邊剛（50）
演 - 木村祐一
「渡邊設計事務所」的代表。十分照顧鮎川樹。
渡邊晴人（24）
演 - 松村北斗（SixTONES）
相當於漫畫原作中「晴人」的角色。在「渡邊設計事務所」工作，是樹的後輩。
因為事故殘疾而需要依靠義肢生活，在他的鼓勵之下，鮎川樹加入了輪椅籃球隊。
澤田一馬
演 - 池岡亮介
「渡邊設計事務所」的社員。

#### 室內設計公司「Cranberries」相關人物
東美千代（48）
演 - 豐田真帆
室內設計公司「Cranberries」的代表。
三村芳正
演 - 高島豪志
室內設計公司「Cranberries」的社員，川奈愛未的前輩。

#### 其他人物
高木楓
演 - 紺野真晝
長野縣松本市在住的需要坐輪椅的女性。
高木圭吾
演 - 山中崇
高木楓的丈夫，由美姫介紹給川奈認識。想要為使用輪椅的妻子建造無障礙的房子，以此爲契機認識了川奈和鮎川。
市政府的職員
演 - 菅田將暉
在最終話中出場。

### 製作人員
- 原作 - 有賀理惠 《完美世界》（講談社《Kiss》連載）
- 編劇 - 中谷真弓（日语：中谷まゆみ）
- 配樂 - 菅野祐悟
- 主題歌 - 菅田將暉「まちがいさがし」[7]
- 製作人 - 河西秀幸（關西電視台）
- 導演 - 三宅喜重（日语：三宅喜重）、白木啓一郎
- 制作著作 - 關西電視台

### 和原作的相異處
- 漫畫原作中並未講明鮎川樹、川奈愛未、是枝洋貴、雪村美姫四人是否為同班同學，而僅以「同級生」相稱，且高中時代鮎川與川奈並未有過多親密往來。而電視劇版本中鮎川與川奈是同班同學。
- 漫畫原作中川奈愛未與是枝洋貴在東京才久別重逢，是高中畢業之後便沒有往來的普通同學關係。而在電視劇版本中，是枝初登場時便是可自由出入川奈家、還被川奈的父親看做是川奈愛未的兄弟一般自小一起長大的青梅竹馬。
- 漫畫原作中川奈愛未有一個住在老家的哥哥。電視劇版本中改為一起在東京同居的妹妹。
- 漫畫原作中晴人是需要坐輪椅的高中生。電視劇中的渡邊晴人是與鮎川樹在同一公司的後輩。
- 漫畫原作中川奈與鮎川分手之後，和是枝交往過一段時間，但僅僅只是戀愛關係。而電視劇版本中是枝向川奈成功求婚，兩人見過父母，並訂下了婚禮場地。

### 播出日程
| 播出集數                                                 | 播出日期 | 日文標題 | 導演       | 收視率 | 備注           |
| -------------------------------------------------------- | -------- | -------- | ---------- | ------ | -------------- |
| 第1集                                                    | 4月16日  |          | 三宅喜重   | 6.9%   | 初回延長20分   |
| 第2集                                                    | 4月23日  |          | 三宅喜重   | 5.8%   |                |
| 第3集                                                    | 5月7日   |          | 白木啓一郎 | 6.0%   | 20分延長特別篇 |
| 第4集                                                    | 5月14日  |          | 三宅喜重   | 6.5%   |                |
| 第5集                                                    | 5月21日  |          | 白木啓一郎 | 6.1%   |                |
| 第6集                                                    | 5月28日  |          | 三宅喜重   | 6.3%   |                |
| 第7集                                                    | 6月4日   |          | 白木啓一郎 | 6.1%   |                |
| 第8集                                                    | 6月11日  |          | 三宅喜重   | 6.1%   |                |
| 第9集                                                    | 6月18日  |          | 白木啓一郎 | 6.6%   |                |
| 第10集                                                   | 6月25日  |          | 三宅喜重   | 7.1%   |                |
| 平均收視率 6.4％（收視率由Video Research於關東地區統計） |          |          |            |        |                |

- 4月30日由於正值平成令和元號交接之時，因富士電視臺播出皇室特別節目（4月30日18時30分 - 翌日0時55分）而停播一周[9]。

### 網絡配信番外短劇
在每一集劇集的正篇播出之後，在影音播放網站GYAO!上以「◯.5集」的形式播出番外短劇，一共9集。内容為補足正篇未説明的劇情、描繪故事的伏綫、登場角色的過去、所隱藏的秘密等等。

#### 演員列表
- 第1.5集  
  - 出演：山本美月、岡崎紗繪、坂東龍汰、田鍋梨梨花、宮世琉弥、熊谷江里子。
- 第2.5集 
  - 出演：岡崎紗繪、瀬戸康史、水澤惠麗奈。
- 第3.5集
  - 出演：堀内敬子、岡崎紗繪。
- 第4.5集
  - 出演：木村祐一、豐田真帆、池岡亮介。
- 第5.5集
  - 出演：中村友理、木村祐一。
- 第6.5集
  - 出演：岡崎紗繪、真魚（日语：真魚_(女優)）。
- 第7.5集
  - 出演：木村祐一、池岡亮介、豐田真帆、岡崎紗繪、真魚。
- 第8.5集
  - 出演：山本美月、堀内敬子。
- 第9.5集
  - 出演：松坂桃李、山本美月。

#### 製作人員
- 原作 - 有賀理惠 《完美世界》（講談社《Kiss》連載）
- 編劇 - 内平未央
- 配樂 - 菅野祐悟
- 主題歌 - 菅田將暉 「まちがいさがし」
- 特別協力 - GYAO!
- 製作人 - 河西秀幸、佐藤貴亮、大城哲也
- 導演 - 濵弘大
- 製作協力 - ジニアス
- 製作著作 - 關西電視臺

## 外部連結
- パーフェクトワールド 有賀リエ - Kiss雜誌官方網站
- 電影『完美世界 與你在一起的奇跡』官方網站
  - 電影『完美世界 與你在一起的奇跡』的Instagram帳戶
  - 電影『完美世界 與你在一起的奇跡』的X（前Twitter）
- 電視劇『完美世界』官方網站（页面存档备份，存于）
  - 電視劇『完美世界』的X（前Twitter）

| 日本 關西電視台 週二晚間九點連續劇 | 日本 關西電視台 週二晚間九點連續劇   | 日本 關西電視台 週二晚間九點連續劇 |
| ---------------------------------- | ------------------------------------ | ---------------------------------- |
|                                    | 完美世界 （2019.04.16 - 2019.06.25） |                                    |
| 後妻業 （2019.01.22 - 2019.03.19） | Two Weeks （2019.07. - ）            |                                    |

| 臺灣 WakuWaku Japan 每週一至五 22:00 - 23:00 | 臺灣 WakuWaku Japan 每週一至五 22:00 - 23:00 | 臺灣 WakuWaku Japan 每週一至五 22:00 - 23:00 |
| -------------------------------------------- | -------------------------------------------- | -------------------------------------------- |
|                                              | 完美世界 （2019.08.06 - 2019.08.19）         |                                              |
| —                                            | —                                            |                                              |

| 臺灣 國興衛視 每週一至四 20:00 - 21:00 | 臺灣 國興衛視 每週一至四 20:00 - 21:00 | 臺灣 國興衛視 每週一至四 20:00 - 21:00 |
| -------------------------------------- | -------------------------------------- | -------------------------------------- |
|                                        | 完美世界 （2020.07.06 - 2020.07.21）   |                                        |
| —                                      | —                                      |                                        |